# Fulvius brevicornis
Fulvius brevicornis är en insektsart som först beskrevs av Reuter 1895.  Fulvius brevicornis ingår i släktet Fulvius och familjen ängsskinnbaggar. Inga underarter finns listade i Catalogue of Life.